# ولاية ماري
ولاية ماري هي ولاية في تركمانستان، بلغ عدد سكانها 1٬480٬400 نسمة، في 2005، عاصمتها ماري (تركمانستان)، تبلغ مساحتها 87٬150 كيلومتر مربع.

## الموقع
تشترك في الحدود مع:
- ولاية هرات.